# Автоматизована бібліотечна інформаційна система
Автоматизо́вані бібліоте́чні інформаці́йні систе́ми (АБІС) — системи планування ресурсів підприємств для бібліотеки, які використовуються для відстеження бібліотечних фондів, від їх замовлення та придбання до видачі відвідувачам бібліотек.
Кожен читач (відвідувач) та примірник мають унікальний ідентифікатор у базі даних, яка дозволяє АБІС відстежувати діяльність.
Великі бібліотеки використовують АБІС, щоб замовляти і купувати, каталогізувати, розповсюджувати книги та інші фонди, резервувати матеріали і відслідковувати їх повернення. Невеликі бібліотеки найчастіше використовують деякі з цих можливостей.
Усі найбільші бібліотеки світу використовують АБІС.

## Поняття
Визначення автоматизованих бібліотечних інформаційних систем вимагає уточнення кола професійних завдань. Із цих завдань на першу позицію виходить заміна традиційних бібліотечних технологій на автоматизовані, починаючи з комплектування й закінчуючи різноманітним обслуговуванням користувачів.
Головним елементом традиційної АБІС стає електронний каталог (ЕК) з усіма його функціями. Всі властивості традиційної бібліотеки при роботі в АБІС зберігаються, не сильно змінюючись, насамперед, зберігаються фонди в тому вигляді до якого всі звикли. В ЕК присутні посилання на повні тексти, малюнки, аудіо- і відео- матеріали, а також посилання на ресурси Інтернет.
Основною складовою частиною традиційної АБІС є система автоматизації бібліотек (САБ), що забезпечує, з погляду конкретної бібліотеки, максимально комфортний і адекватний доступ користувачів до фондів бібліотеки. Саме завдяки САБ забезпечуються функції поповнення, ведення й надання користувачам ЕК, підтримуються бібліотечні формати й стандарти, а також лінгвістичні засоби ЕК.
У випадку традиційного використання АБІС користувач  завжди має справу з відпрацьованим роками інформаційним забезпеченням, лінгвістичним забезпеченням (друковані й електронні системи класифікації, авторитетні файли й ін.).
Використовувані системи індексування при розробці електронної бібліотеки істотно відрізняються від застосовуваних у традиційних АБІС. Наприклад, індексування повних текстів дозволяє знаходити не тільки сам текст, але й шукані частини тексту.
Бібліографічний опис найчастіше також відрізняється від застосовуваного в традиційних АБІС бібліографічного опису. Звичайно використовуються формати метаданих, наприклад, такі як Dublin Core, що дозволяють не тільки описати ресурси Інтернет, але й створити скорочений бібліографічний опис конкретного видання. У деяких випадках бібліографічного опису й, тим самим, електронного каталогу, зовсім немає. Є різні списки: по автору, по назвах, по рейтингу  і т. д. Зрозуміло, що при порівняно невеликому фонді ЕБ пошук у такого роду списках не буде занадто складним.
АБІС звичайно складається з реляційної бази даних, програмного забезпечення, що взаємодіє з базою даних, і двох графічних користувацьких інтерфейсів (один для читачів, другий для персоналу).
Окремі функції програмного забезпечення більшості АБІС являють собою функціонально завершені модулі, які об'єднані в загальний інтерфейс. Приблизний перелік модулів включає:
- придбання фондів (замовлення, виставлення рахунків та отримання);
- каталогізація (внесення та бібліографічний опис примірників);
- обіг (видача/повернення примірників читачам);
- періодику (відстеження журналів та газет);
- OPAC — загальнодоступний електронний каталог та інтерфейс для користувачів.

Інформаційна технологія сучасної бібліотеки ґрунтується, в першу чергу, на автоматизованій бібліотечній інформаційній системі (АБІС) (library automation system (LAS)), що забезпечує опрацювання, аналітико-синтетичне оброблення та представлення користувачам документного фонду бібліотеки (як традиційного (паперового), так і електронних інформаційних ресурсів), обслуговує бібліотечні фонди на всіх етапах: від придбання до замовлення.
 

## Архітектура
До основних складових АБІС відносять реляційну базу даних, спеціалізоване програмне забезпечення, що дає змогу взаємодіяти з цією базою даних, і графічні користувацькі інтерфейси.
Історія АБІС розпочалася у 1970-1980-ті рр. Раніше, для обліку фондів бібліотеки, зазвичай слугували каталоги. Саме для автоматизації останніх і почали використовувати комп'ютерні технології. Поява наприкінці 1980-х рр. нових операційних систем, розширення апаратних можливостей комп'ютерів значно збагатили функціональні можливості АБІС. А з появою новітніх інтернет-технологій розробники АБІС запропонували ще більше функціональності, пов'язаної з Інтернетом. Що характерно, необхідним елементом цих систем став онлайновий каталог (OPAC (Online Public Access Catalogue)). Нові системи розвиваються у напрямі вебінтерфейсу, коли всі робочі операції здійснюються в браузері.
Як справедливо стверджує Ф. С. Воройський, інформаційно-технічна інфраструктура сучасної АБІС має задовольняти цілу низку вимог та підтримувати:
- відкриті стандарти — забезпечувати інтероперабельність, а саме, підтримувати застосування стандартних протоколів взаємодії та форматів даних (стандарти ISO, ДСТУ, IEEE 1);
- розподілене середовище — можливість роботи системи в будь-якому мережевому середовищі — локальній, корпоративній або глобальній мережі залежно від завдань, що виконуються системою;
- Інтернет / Інтранет і Web-технології — використання Інтернету як транспортного середовища, а також реалізація доступу користувачів через Web браузер;
- архітектуру «клієнт — сервер» — система складається із СУБД, серверної частини (сервер програм) і клієнтської частини (АРМи).

Будь-яка АБІС розробляється на засадах класичного структурного програмування, у якому модульний принцип побудови системи є основним. Звичайно, кількість розроблених модулів, програм у різних системах є різною, але основні з них присутні у кожній. Зокрема, це: адміністрування, яке включає в себе функції налаштування системи та її модифікації; комплектування фонду; каталогізація; інформаційний пошук і замовлення видань; обслуговування читачів; створення інтернет /інтранет сервісів, які виконують функції пошуку, замовлення й каталогізації; забезпечення корпоративних технологій; блок реєстрації читачів; модуль міжбібліотечного абонемента та електронної доставки документів.

## Адміністрування
Автоматизована інформаційна технологія керування складається з декількох частин:
1. Загальносистемна частина, що містить загальний опис і обґрунтування рішень, прийнятих у проекті АСУ;
2. Функціональна частина, що реалізує функціональні підсистеми;
3. Частина, що забезпечує, необхідна для успішної роботи функціональних підсистем і складається з опису різних видів забезпечення. Розрізняють такі види забезпечення:

- технічне забезпечення — комплекс технічних засобів is, застосовуваних для функціонування автоматизованої інформаційної технології керування;
- математичне забезпечення — сукупність використовуваних економіко-математичних методів, моделей і алгоритмів;
- програмне забезпечення — сукупність загальносистемного і прикладного програмного забезпечення. Загальносистемне програмне забезпечення включає операційні системи, транслятори, утиліти, бази даних тощо Прикладне програмне забезпечення включає прикладні програми, що реалізують функціональні запити користувачів і різного роду опису, що дозволяють успішно застосовувати програмне забезпечення;
- інформаційне забезпечення — сукупність реалізованих рішень по обсязі, розміщенню і формам організації інформації, що циркулює в системі керування. Воно включає нормативно-довідкову інформацію, необхідні класифікатори техніко-економічної інформації, уніфіковані документи, масиви даних, контрольні приклади, використовувані при рішенні задач керування;
- організаційно-методичне забезпечення — сукупність документів, що регламентують діяльність персоналу в умовах функціонування системи керування. Воно призначено для опису змін організаційної структури керування об'єктом, зв'язаних зі створенням АСУ (схема організаційної структури, опис організаційної структури); для опису дії персоналу по забезпеченню функціонування АСУ (технологічна інструкція, інструкція з експлуатації); для установлення функцій, прав і обов'язків посадових осіб по забезпеченню функціонування АСУ (посадова інструкція);
- лінгвістичне забезпечення — сукупність інформаційних мов, методів індексування, а також лінгвістичної бази (словників, тезаурусів, рубрикаторів) і методів її ведення;
- правове забезпечення — сукупність правових норм, що регламентують правовідносини при функціонуванні АСУ і юридичний статус результатів її функціонування.

Повноцінне впровадження АБІС з урахуванням сучасних засобів інформаційно-комунікаційних технологій не можливе без відповідних заходів щодо організації адміністрування та функціонування комп'ютерної мережі бібліотеки, організації мережевої взаємодії її користувачів, а отже, вимагає прийняття інтегрованих рішень, які враховували б особливості архітектури АБІС, доступні для бібліотеки телекомунікаційні рішення, оптимальні моделі мережевої взаємодії.
Більшість сучасних АБІС мають виражену клієнт-серверну архітектуру, яка вимагає відповідної організації мережевої взаємодії користувачів з сервером та налагодження серверного обладнання, професійного обслуговування серверних баз даних. Клієнт-серверне рішення потребує цілодобової підтримки серверного обладнання (непрацездатність сервера у такій архітектурі призводить до недієздатності системи загалом), що, у свою чергу, передбачає створення спеціальної технічної служби, очолюваної системним адміністратором.
Л. Чжу здійснив детальний порівняльний аналіз 110 публікацій (з 1996-го по 2008 р.) стосовно зміни функцій та вимог до служби технічної підтримки академічної бібліотеки. Згідно з цим дослідженням, роль служби технічної підтримки бібліотеки значно зросла за останні роки. Це пов'язано, насамперед, із зростанням обсягу електронних інформаційних ресурсів у фондах бібліотек.
Основними вимогами до комп'ютерних спеціалістів бібліотеки у найближчому майбутньому все ж таки будуть:
- знання автоматизованих бібліотечних інформаційних систем (АБІС);
- професійне знання каталогізації та супутніх бібліотечних технологічних процесів;
- знання бібліотечних MARC-форматів;
- уміння працювати із сервісами OCLC (OCLC Online Computer Library Center, Inc).

## Принцип побудови
Автоматизація бібліотечно-інформаційного процесу, систем і мереж є комплексною проблемою, рішення якої направлено на підвищення продуктивності й ефективності праці персоналу  й поліпшенню якості обслуговування користувачів.
Побудова АБІС ЕБ і їхніх мереж визначається в рамках загальної схеми проектування складних технічних систем, адаптованої з урахуванням особливостей АБІС ЕБ, як складної соціальної й комунікаційної системи. Для АБІС ЕБ і їхніх мереж, у силу їхніх особливостей, соціальної спрямованості й пріоритетній ролі людського фактора, особливу роль у процесі проектного дослідження й розробки грає етап предпроектного  дослідження, що вимагає старанності й повноти проведення всіх основних його складових.
Успішне рішення проблеми побудови АБІС ЕБ і їхніх мереж базується на оптимальному виборі або розробці програмно-апаратурного забезпечення, розробці ефективної автоматизованої технології й пов'язаного з нею комплексу інформаційно-лінгвістичних засобів і організаційно-управлінських рішень, а розробка основних компонентів АБІС ЕБ і їхніх мереж проводиться відповідно до загальної мети й завданнями об'єктів автоматизації, відповідно до обраних критеріїв ефективності на платформі системного аналізу й з урахуванням сучасних  вимог до навчальних / освітніх технологій.
Всебічне, наукове обґрунтування й націлене на успішну практичну реалізацію АБІС ЕБ і їхніх мереж вимагає дотримання базових принципів побудови АБІС ЕБ і сукупності рекомендацій із практичного впровадження результатів розробки.

## Адміністрування комп'ютерної мережі
Згідно з С. А. Клейменовим, технічні та технологічні заходи щодо адміністрування комп'ютерної мережі включають: проектування мережі; підбір та закупівлю комп'ютерів, мережевого та периферійного обладнання, програмного забезпечення; налагодження й адміністрування серверів; налагодження, модернізацію й адміністрування мережі; налагодження й обслуговування комп'ютерного та мережевого обладнання; забезпечення інформаційної безпеки та резервування даних; інформаційну підтримку користувачів.
Під час планування адміністрування комп'ютерної мережі доцільно визначити такі основні функціональні обов'язки системного адміністратора:
- управління користувачами та їх групами, іменами та доступом до системи, мережевими службами, системними ресурсами та ліцензіями, використанням дискового простору, підсистемою друку;
- визначення системної політики;
- установка та конфігурація апаратних пристроїв, програмного забезпечення; налаштування мережі;
- архівування (резервне копіювання) інформації;
- контроль інформаційного захисту;
- моніторинг продуктивності системи та праці користувачів;
- планування навантаження на систему;
- документування системної конфігурації.

У додаткові обов'язки останнього повинно входити:
- кваліфікована підготовка користувачів до виконання ними обов'язків з ведення архівів;
- відповіді на запитання та вимоги користувачів мережі щодо можливостей їх доступу до мережевих ресурсів;
- участь у роботах з розвитку та модернізації корпоративної мережі;
- ведення журналу системної інформації.

## Адміністрування баз даних
Основна функція будь-якої бази даних організації полягає в забезпеченні безперебійного керування потоками інформації, які підтримують оперативну діяльність організації та визначають її майбутнє. Наявність комп'ютеризованої системи керування даними ще не є гарантією того, що дані ефективно використовуватимуться. Така система є лише засобом керування даними і для одержання відповідного результату має ефективно використовуватись. Отже, проблема автоматизації діяльності організації полягає не в інсталяції комп'ютерів і програмного забезпечення, а в їх ефективному використанні.
Пітер Роб і Карлос Коронел у своїй праці чітко визначають основні переваги ефективного використання бази даних в організації:
- інтерпретація та представлення даних шляхом структурування й упорядкування необробленої («сирої») інформації;
- поширення інформації серед визначеного кола людей у потрібний час;
- захист даних і контроль доступу до даних;
- контроль дублювання даних, використання даних як на зовнішньому, так і на внутрішньому рівнях.

Впровадження корпоративної бази даних вимагає ретельного планування і створення відповідного структурного підрозділу, укомплектованого, в першу чергу, особами відповідальними за адміністрування бази даних. Адміністратори такого рівня повинні мати добрі навички роботи з персоналом, поєднані з глибоким розумінням специфіки організації та різних сфер її діяльності. Згідно з Р. Мюрреєм, вирішуються такі основні блоки проблем:
- технологічні: програмне та апаратне забезпечення;
- організаційні: адміністративні дії;
- інтелектуальні: внутрішня протидія співробітників корпорації будь-яким нововведенням.

Впровадження інформаційної системи в масштабі всієї організації справляє значний вплив на характер роботи людей, на виконання ними своїх функцій, їх професійний статус, міжособистісні стосунки. Можлива поява нових співробітників, які складатимуть конкуренцію давно працюючим, а ефективність праці, особливо що стосується виконання нових функцій, оцінюватиметься зовсім за іншими стандартами.
Для повноцінного функціонування в організації системи баз даних її адміністратор має вирішувати такі основні завдання:
- забезпечувати спільне використання даних і готовність їх до використання;
- усувати суперечність даних та забезпечувати їх цілісність;
- підтримувати безпеку і конфіденційність даних;
- визначати рамки і характер використання інформації.

## Вплив на бібліотеку
За останні тридцять років[коли?] розвиток бібліотек багато в чому визначався прогресом у сфері обчислювальних систем та інформаційних технологій. Електронно-обчислювальні машини (ЕОМ) і технології автоматизованої обробки інформації відразу знайшли застосування в бібліотеках, які мали значні ресурси і безліч рутинних операцій обробки даних, що підлягають частковій або повній формалізації. Виникли перші автоматизовані бібліотечні інформаційні системи (АБІС). АБІС першого покоління базувалися на великих і середніх ЕОМ. Ці системи не набули широкого поширення і застосовувалися лише у великих бібліотеках світу. На початку 80-х років впроваджуються персональні комп'ютери, що внесли зміни у використання обчислювальних засобів: у бібліотеках почали створювати АБІС на базі персональних комп'ютерів. Тобто, система розміщувалася на одному комп'ютері, користувачі працювали в режимі розподіленого часу.
Пізніше виникають АБІС на базі локальної обчислювальної мережі. Системи охоплюють або частину операцій, або ввесь традиційний бібліотечний цикл, до якого входить: книговидача, дружній інтерфейс, притаманний програмним системам для персональних комп'ютерів, сприяв їх широкому розповсюдженню в бібліотеках.